# Scottschaltung
Die Scottschaltung ist eine elektrische Schaltung, die es mit Hilfe zweier unterschiedlicher Transformatoren erlaubt, dreiphasige Spannungssysteme in zweiphasige Spannungssysteme umzuwandeln und umgekehrt. Die Schaltung wurde in den 1890er-Jahren von Charles F. Scott, einem Ingenieur bei Westinghouse Electric, entwickelt.

## Allgemeines

Scottschaltung

Zeigerbild der Spannungen zur Erklärung der Scottschaltung

Die Wirkung der Schaltung lässt sich mit nebenstehenden Abbildungen erklären. Die Spannungen L12, L31 und L23 bilden ein dreiphasiges Spannungssystem. Mit den Spannungen U12 und V12 erhält man ein zweiphasiges Spannungssystem, das unter Verwendung von −U12 und −V12 zum vierphasigen erweitert werden kann.
Zum Aufbau der Schaltung sind zwei unterschiedliche Einphasentransformatoren T1 und T2 erforderlich. Eine Wicklung mit N Windungen auf der primären Seite von T1 muss für die Dreiecksspannung ausgelegt sein und eine Mittelanzapfung besitzen. Sie wird zwischen die beiden ersten Außenleiter L1 und L2 geschaltet. Die Primärwicklung des zweiten Transformators T2 muss entsprechend der Spannung V12 zwischen die Mittelanzapfung des ersten Transformators T1 und dem dritten verbleibenden Außenleiter L3 geschaltet werden und für eine Spannung des {\displaystyle {\tfrac {\sqrt {3}}{2}}} ≈ 0,866-fachen Werten von V12 ausgelegt werden. Die Primärwicklung von T2 weist somit eine um diesen Faktor geringe Windungsanzahl auf als die Primärwicklung von T1. Dieser Umstand ist durch das offene Ende der Primärwicklung von T2 rechts außen in der Schaltskizze angedeutet.
Sollen die beiden Sekundärspannungen, die theoretisch um 90° phasenversetzt sind, gleich groß sein, müssen auch die sekundären Windungszahlen der beiden Transformatoren denen der Primärseite mit N Windungen entsprechen und gleich sein.
Der Energiefluss lässt sich auch umkehren, das heißt, dass man auch aus zwei 90° phasenversetzten Sinusspannungen (erzeugt z. B. durch Stromrichter) ein dreiphasiges Spannungssystem erzeugen kann. Diese Möglichkeit wurde in den 1960er Jahren, als Leistungshalbleiter noch sehr teuer waren, intensiv diskutiert. Wegen sinkender Halbleiterpreise und den weiterhin gleichen Preisen für Kupfer und Eisen wurden solche Lösungen abgelehnt.
Bei Belastung treten in der Praxis Asymmetrien in den Beträgen der Spannungen und ihren Winkeln zueinander auf.